# راديو نغم
راديو نغم هي إذاعة مستقلة خاصة، تابعة لشركة تلفزيون قلقيلية للإنتاج المرئي والمسموع، تأسست عام 1996م، وتتخذ من مدينة قلقيلية في فلسطين مقرّا لها، تبثّ على الموجة الرئيسية 99.7FM وتغطي مساحة بثّها محافظة قلقيلية، ومحافظة نابلس، ومحافظة طولكرم وسلفيت، وتغطي 80% من الداخل الفلسطيني المحتل داخل الخط الأخضر. وهي إحدى إذاعـات شبكة (معـا) الإذاعية، وتقوم ببث البرامج المركزية المشتركة بين إذاعات الشبكة.
هي وسيلةٌ إعلامية مجتمعية تطرح القضايا المختلفة بمسؤولية وشفافية انسجاما مع البرنامج السياسي والنظام الأساسي الفلسطيني من خلال التشبيك والشركة مع مؤسسات المجتمع المحلي الرسمية والأهلية، تحافظ على تراث الشعب الفلسطيني وتميّز شخصيّته الوطنية عبر البرامج الإذاعية الهادفة والموسيقى والدراما الإذاعية.
يُقدّر عدد المستمعين للإذاعة عبر الموجة الأرضية بحوالي 200 ألف مستمعٍ، فيما يصل بثّ الإذاعة إلى أنحاء العالم كافةً، من خلال توظيفها للتقنيات التكنولوجية الحديثة وتطبيقات الأجهزة الذكية،

## التزام
تلتزم الإذاعة بمعايير وزارة الإعلام الفلسطينية في إنتـاج 40% من برامجها، برامج محلية، فقدّمت وتقدم مواجز الأخبار والبرامج الحوارية والثقافية والدينية، والترفيهية، وتنشر القصص الإذاعية والتقارير الصحفية والتحقيقات، وتنقل الفعاليات المجتمعية لمختلف المؤسسات، وتغيّر الدورة البرامجية الخاصة بها كل أربعة شهوروبما يتوائم مع احتياجات المجتمع والتزاما بقضاياه.

## المكتبة
يتوفر لدى الإذاعة مكتبة موسيقية ضخمة جدا تشمل القديم والحديث من الأغاني والموسيقى والمؤثرات الصوتية وتواكب كل ما هو حديث، كما تهتم الإذاعة بالتراث الشعبي الفلسطيني من خلال تركيزها على الأغاني الشعبية الفلسطينية والأغاني الوطنية، وأغاني الزجل .وتخصص جزءا من بثها اليومي لذلك، كما تقوم بإبراز المواهب الشابة في مختلف المجالات .

## بثها
تبثّ على الموجة الرئيسية 99.7FM
حيث يمكن سماع بث المباشر من خلال وكذلك عبر موقع التواصل الاجتماعي Facebook، بالصوت والصورة.
للإذاعة قناة خاصة على يوتيوب باسم(راديو نغم) نعرض فيها اللقاءات المسجلة مع الضيوف خلال البرامج المباشرة حتى يتسنى للجميع العودة إليها مجددا والاستفادة منها كما تقدم الإذاعة خدمة رسائل نغم واتساب والتي تقدم من خلالها أهم الاخبار العاجلة وحالة الطرق والطقس والوفيات واسعار العملات والمعادن وكل ما يهم المواطن الفلسطيني